# 驱动蛋白

驱动蛋白於微管上運動的動畫

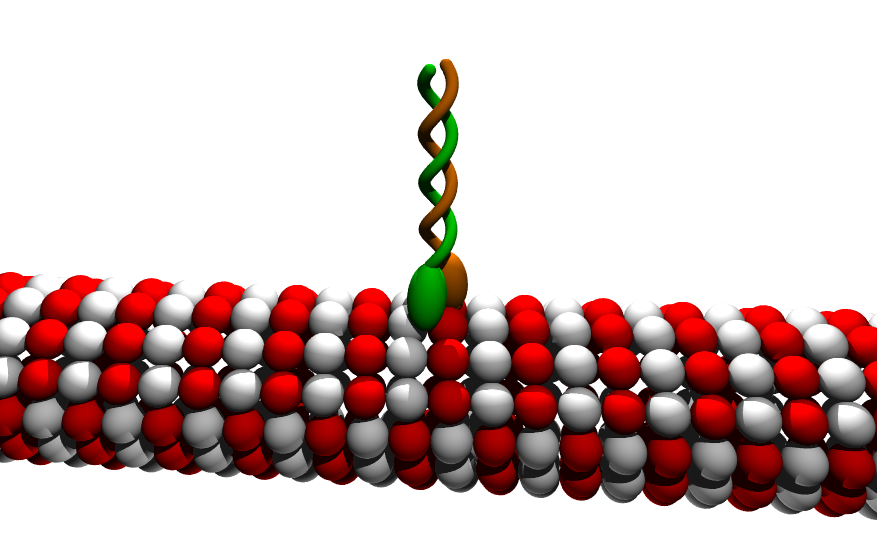
微管上的驱动蛋白

驱动蛋白是一类蛋白质超级家族，属于分子马达的一种，其成员代表驱动蛋白-1（Kinesin-1）在1985年被发现。驱动蛋白是由单体组成的多聚体，其“头部”具有ATP酶活性，能通过水解ATP获得能量，改变构型，进行运动。它和动力蛋白一样，以微管构成的轨道进行滑行。与可以朝微管两极运动的动力蛋白有些不一样，一种驱动蛋白只能朝一个方向运动，如驱动蛋白-1可以沿着微管的+运动，而另一些驱动蛋白则沿着-极运动，在细胞内起运输作用，比如牵拉染色体，参与有丝分裂、减数分裂和细胞迁移过程。
最近的研究又发现一批与驱动蛋白-1结构相关的蛋白质，它们一起构成驱动蛋白超级家族。这些蛋白质存在于绝大多数真核生物中。它们共有一保守的“马达”域，含有约350氨基酸残基，内有ATP结合位点和微管结合位点。即使在植物中，如拟南芥（Arabidopsis thaliana）中，目前也发现了A，B，C和D四种类驱动蛋白蛋白。

## 发现
20世纪80年代中期，人们虽然知道细胞内存在着分子马达，它们是ATP酶，靠着细胞骨架（具体来说是其中的微管）在细胞内执行者运输任务，但其具体结构仍未被确定。驱动蛋白的同僚——动力蛋白一直是该角色的主要候选者。一直到了1985年，Lasek, RJ和Brady, ST则在nature上发表了《AMP-PNP可以易化轴浆中运输泡对微管的粘着》（Attachment of transported vesicles to microtubules in axoplasm is facilitated by AMP-PNP）一文，记述了他们的观察所得：ATP同型物AMP-PNP可以抑制轴突里的快速运输，同时会使细胞器与微管连合更紧密。这说明了AMP-PNP可促進微管——细胞器——马达分子复合体的形成。而这种马达蛋白质，很快就在同年被Vale RD, Reese TS等人确定了。它们在乌贼那巨型的神经轴突轴浆中发现了一种可溶的蛋白质，可以使微管在玻璃上，乳胶微球在微管上和轴浆细胞器在微管上移动。而且他们发现牛的脑部有着与之同源的蛋白质。这种蛋白质在ATP同型物——亚氨二磷酸盐（imidodiphosphate）的存在下，显示相当强的微管亲和力。他们还将它从微观上分离，与ATP混合放到凝胶过滤（gel filtration）柱上，该蛋白质在柱上移行，并被测重，得出60萬atom的分子量，11到12和6到7萬atom的多肽链。这些数据有别于以往动力蛋白和肌球蛋白的数据。因此试验人员认为，他们得到了一种新的分子马达，并将之命名为驱动蛋白。而分子马达的大热门——动力蛋白存在的确凿实验证据则在两年后的1987年才发表。
酿酒酵母（Saccharomyces cerevisiae）的驱动蛋白基因序列最初是1992年由Beltran,C所发表。而在NCBI上的人体驱动蛋白马达域的mRNA和蛋白质序列则是由南京医科大学在2001年提供的。接着，2002到2003年，富克葡萄孢盘菌（Botryotinia fuckeliana）、异旋孢腔菌（Cochliobolus heterostrophus）和玉米黑粉菌（Ustilago maydis）驱动蛋白马达域的序列也被查明。同时，科学家还在如黑猩猩（Pan troglodytes）体内，预测了蛋白质异形体1和2，它们和人类的驱动蛋白显示出98%的同源性，而各自演化成為相同蛋白質的期望值为0（就是指，假如两个蛋白质独立进化，是没有可能达到如此98%相似的程度的）。换句话说，它们是同一套語言設計而成的。

## 结构

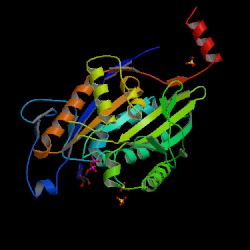
褐家鼠（Rattus norvegicus）脑部驱动蛋白单体x射线空间示意图

驱动蛋白是由单体组成的聚合体。两条包括催化活性的重链，而大部分驱动蛋白家族的成员重链都有一段α螺旋，两个单体的α螺旋因组成卷曲螺旋（coiled coil）而紧密结合。另外它们还有两条不具有催化活性的轻链。比如驱动蛋白-1是一alpha2-beta2的异四聚体，驱动蛋白-5则是同四聚体，驱动蛋白-2则是异三聚体。
驱动蛋白-1在高离子强度环境下会呈现其未折叠状态，沉降系数为9S。相反，它会在低离子浓度时折叠，沉降系数变为9S。折叠是重链的头部和尾部的相互间作用促成的。这个结论，是根据实验观察得出的。无需轻链的存在，单单是由重链组成的二聚体也会从5S的未折叠状态改变构象成为7S的折叠状态。细胞却要避免驱动蛋白的折叠，因为折叠状态的驱动蛋白并不能快速行进，而且对微管的亲和力也不高。
从扫描电子显微镜观察得出的结果，驱动蛋白1和驱动蛋白14（有被命为）虽然回响着不同的方向运动，但是它们头部与微观结合的结构却是相似的。

## 分类
根据结构特征，驱动蛋白可分为：
- 氨基端驱动蛋白(KIN N)：又称为正极向驱动蛋白，驱动蛋白从微管的负极向正极运动[7]
- 羧基端驱动蛋白(KIN C)：又称为负极向驱动蛋白，驱动蛋白从微管的正极向负极运动[7]
- 中间驱动蛋白(KIN I) 。不具有马达蛋白的运输功能, 而具有解聚微管的功能[8]

驱动蛋白可分为14个家族(Kinesin- 1-14)及一类孤儿驱动蛋白。植物中不存在Kinesin-2, 3, 9和11家族，但独有驱动蛋白KINU家族。

## 驱动蛋白-1

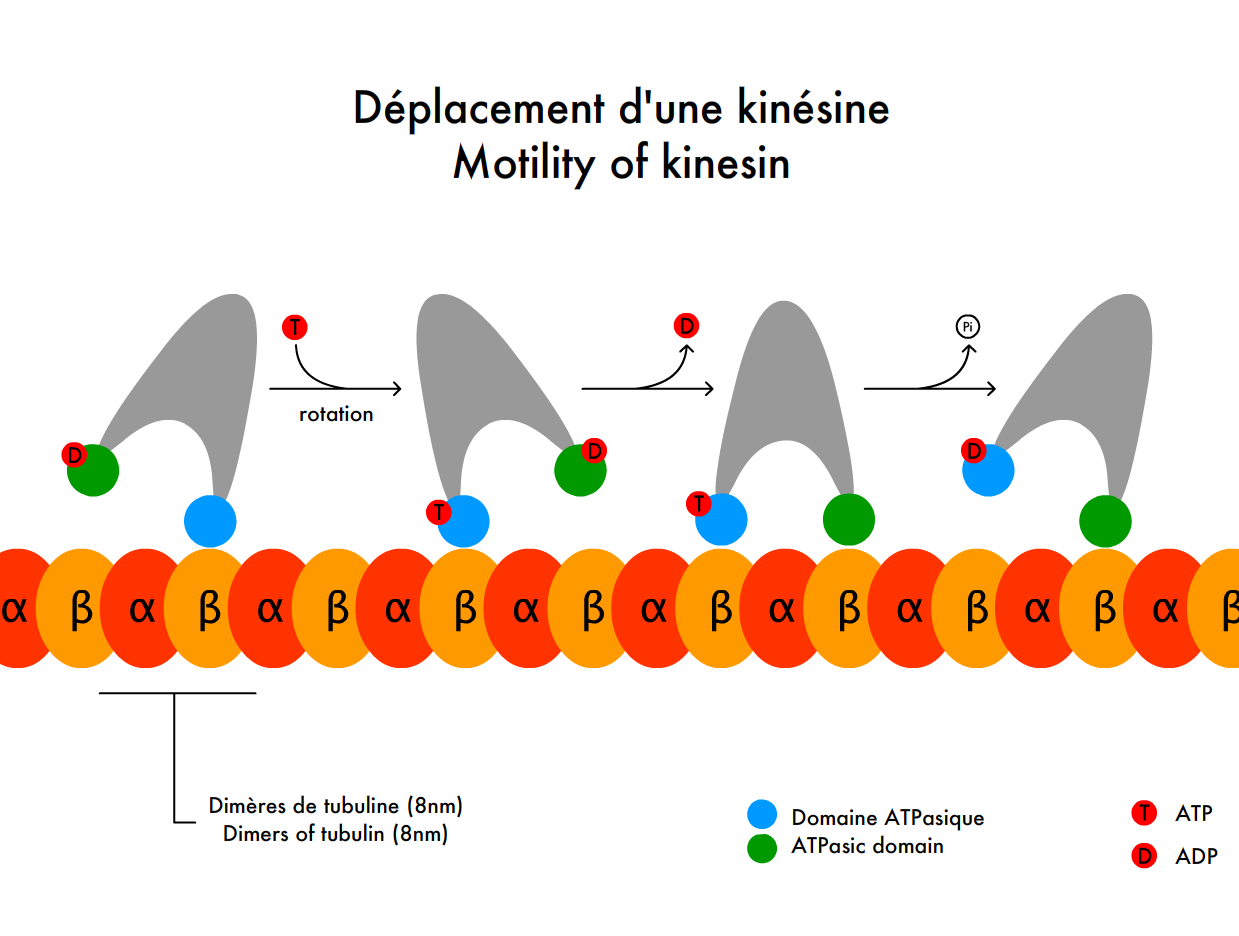
驱动蛋白的运动

驱动蛋白-1是第一种被发现的驱动蛋白，存在于目前已研究的所有多细胞生物即其所有细胞种类之中，并且可见于细胞生长的各个阶段。大部分的驱动蛋白-1都游离于胞质中，一些则会连接一些和胞膜相连的细胞器，如小泡，内质网，还有内质网与高尔基体之间的膜性结构。科学家将在试管中得到证实的抗驱动蛋白-1抗体注射入或者散布在细胞上，再观察其结果，可见微管依赖的溶酶体，高尔基体驱动的小泡，与胞膜连接的色素颗粒还有中间纤维的运输都受到抑制。在另一组实验中，科学家将反义寡核苷酸结合到驱动蛋白-1的mRNA上，抑制其翻译，发现轴突内各种蛋白质的顺行性运输（anterograde axonal transport）都受阻。加上其它数据，可以推测驱动蛋白-1会拉动细胞器，在微管上朝着其+极运动。
科罗拉多大学（University of Colorado）的比尔·萨斯通带领其实验室对黑腹果蝇的驱动蛋白-1或驱动蛋白重链（kinesin heavy chain，简称Khc）的致死性隐性突变进行了研究，并得出结论：驱动蛋白-1是轴突快速运输的一种马达。果蝇在死亡之前，患有进行性远端麻痹（progressive distal paralysis）。而且麻痹最严重的部位是后部体节的腹侧面。这样会造成其幼虫身体收缩的不对称，尾部会有节奏的往上翘并屈爬向前。这种表现型是神经系统因为轴突快速运输功能障碍而受损。在果蝇幼虫第二龄期（instar），体节神经轴突末端会与胞膜结合的细胞器共同形成膨大，这种堵塞应该是由失能的驱动蛋白，运输无力，货物被堆积积聚而造成的膨大会变得越来越大，这会引起遗传性神经接合，顺行性和逆行性（retrograde）快速运输都会受阻。驱动蛋白这种变异会在第三龄期因为降低离子通道活性，而造成动作电位散布受阻。因此实验人员认为，细胞器阻塞使得离子通道成分顺行性运输受阻。来自免疫细胞学方面的证据更是进一步指出，甚至是II型成束蛋白（Fasciclin II），突触结合蛋白（synaptotagmin）和突触融合蛋白（syntaxin）这些神经突触组成所需的蛋白质也一样会受阻。运动神经元末端营养不足。因此这些果蝇在第三龄期后侧体节轴突数量只有正常的1/5，前端的只有正常1/3。不但是突触的数量，就是连神经递质也会减少。又因为果蝇神经元胞体在头部，其支配尾部体节的轴突要比支配前端的长，所以驱动蛋白-1的失活会导致这种长短距不一的效果。变异果蝇的奇怪表现型也得到了解释。

## 参看
- 动力蛋白
- 分子马达